# Российская ЛГБТ-сеть
Российская ЛГБТ-сеть (англ. Russian LGBT network) — российское межрегиональное общественное движение, занимающееся вопросами защиты прав и социальной адаптации сексуальных и гендерных меньшинств (сокр. ЛГБТ).
Движение основано в мае 2006 года. 19 октября 2008 года организация была преобразована в Межрегиональное общественное движение «Российская ЛГБТ-сеть», председателем избран Игорь Кочетков. Это первая и единственная в России межрегиональная ЛГБТ-организация.
«Российская ЛГБТ-сеть» является членом Международной ассоциации лесбиянок и геев (ILGA).

## Цели движения
Движение создано с целью общественной поддержки устранения всех форм дискриминации по признакам сексуальной ориентации и гендерной идентичности, распространения идей толерантности в российском обществе, а также содействия активному участию геев, лесбиянок, бисексуалов и трансгендерных людей в общественной жизни. Одной из целей организации является борьба с подставными свиданиями — ограблениями после онлайн-знакомств, с которыми сталкиваются гомо- и бисексуальные мужчины.

## Деятельность движения
«Российская ЛГБТ-сеть» оказывает организационную и методическую поддержку психологам, юристам и другим специалистам, работающим с ЛГБТ-сообществом, а также инициативным группам и местным правозащитным и ЛГБТ-организациям.
Отдельный проект — единая бесплатная горячая телефонная линия доверия, по которой оказывается юридическая, психологическая помощь, а также другие консультации.
«Российская ЛГБТ-сеть» вместе с другими правозащитными организациями, такими как «Мемориал», добивается признания пострадавших от уголовного преследования в СССР гомосексуалов жертвами политических репрессий, в рамках чего 2009 год 75-й годовщины введения уголовного преследования был объявлен «Годом памяти геев и лесбиянок — жертв политических репрессий».

### Деятельность движения в 2009—2019 годах
В апреле 2008 года представители Сети встречались с Комиссаром Совета Европы по правам человека Томасом Хаммарбергом.
С 23 по 29 марта 2009 года под патронатом «Российской ЛГБТ-сети» прошла третья в России информационно-просветительская акция «Неделя против гомофобии», в ходе которой в Архангельске, Кемерово, Томске, Омске, Красноярске, Набережных Челнах, Новосибирске, Петрозаводске, Тюмени, Ростове-на-Дону, Челябинске, Санкт-Петербурге состоялись круглые столы, кинопоказы, уличные акции и перфомансы.
7 мая 2009 года на заключительной пресс-конференции в Москве «Российская ЛГБТ-сеть» и Московская Хельсинкская группа опубликовали Доклад «Положение лесбиянок, геев, бисексуалов, трансгендерных людей в Российской Федерации». Это первое в истории России комплексное исследование правового положения ЛГБТ, в 100-страничном докладе приводится анализ российского законодательства, в котором собраны и обобщены конкретные факты нарушений прав и дискриминации.

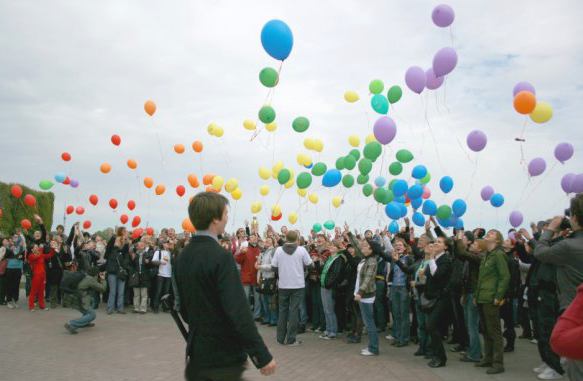
17 мая 2009 года. Радужный флешмоб в Санкт-Петербурге.

17 мая 2009 года в Международный день борьбы с гомофобией по инициативе «Российской ЛГБТ-сети» состоялась акция Радужный флешмоб, в ходе которой представители ЛГБТ-сообщества запустили в небо воздушные шарики с «записками к миру». Акция прошла в Санкт-Петербурге, Москве, Тюмени, Иваново, Волгограде, Ростове-на-Дону, Набережных Челнах, Кемерово, Томске, Екатеринбурге, Казани, Брянске, Ижевске, Хабаровске, Уфе, Пензе, Челябинске, Перми, Самаре, Саратове, Тольятти, Архангельске. По утверждению ЛГБТ-организации Выход (организатора флешмоба в Петербурге) мероприятие собрало более 200 человек и явилось самой массовой правозащитной акцией за всю историю России, посвященной проблеме ЛГБТ.
15 июля 2009 года представители «Российской ЛГБТ-сети» встретились с Уполномоченным по правам человека в Российской Федерации В. П. Лукиным, где ему был презентован вышеуказанный доклад. По результатам встречи В. П. Лукин отметил, что ЛГБТ обладают такими же правами, как и все остальные люди:

«Если нарушаются права конкретных людей в связи с их ориентацией, мы готовы защищать их права»
По оценке Игоря Кочеткова это был первый случай в истории России, когда представитель государства официально встретился с ЛГБТ-активистами.
В августе 2009 года была издана брошюра о семейных правах геев и лесбиянок в России, которая рассматривает вопросы регулирования правовых отношений однополой семьи в современных российских реалиях.
11 августа 2009 года «Российская ЛГБТ-сеть» направила Генеральному прокурору РФ заявление с просьбой возбудить уголовное дело против префекта САО Москвы Олега Митволя. Игорь Кочетков обвинил его в использовании языка вражды и разжигании ненависти к ЛГБТ.
24 августа 2009 года «Российская ЛГБТ-сеть» обратилась к Генеральному прокурору РФ с жалобой на заместителя главного редактора газеты «Комсомольская правда» Сергея Пономарева по факту его высказываний, возбуждающих ненависть и унижающих человеческое достоинство людей в связи с их гомосексуальной ориентацией. 11 января 2010 года прокуратура сделала предупреждение газете, в котором в частности говорится: "В ходе проверки установлено, что в высказываниях С. А. Пономарёва выражается негативное отношение к гражданам с гомосексуальной ориентацией. В связи с изложенным, межрайонной прокуратурой ЗАО «Издательский дом „Комсомольская правда“ объявлено предостережение о недопустимости нарушения законодательства о средствах массовой информации».
С 17 по 27 сентября 2009 года в Санкт-Петербурге под патронажем Сети прошёл Международный фестиваль квир-культуры, в течение которого деятели культуры десять дней обсуждали тему толерантности к гомосексуалам и «инаковым» людям. Среди участников фестиваля: группы Колибри, Ива Нова, Бетти, С’нега (проект Алексея Рахова), поэты Дита Карелина, Лия Киргетова, Елена Новожилова, исполнители Ольга Краузе, Татьяна Пучко и другие. Во время фестиваля прошли фотовыставки, театральные представления, концерты рок-музыки и авторской песни, поэтические вечера, кинопоказы, арт-мастерские, драг-кинг шоу, семинары и дискуссии.
30 октября 2009 года Комитет по правам человека ООН в заключении 97 сессии представил замечания о соблюдении прав человека в России, в котором на основе доклада «Российской ЛГБТ-сети» был сделан особый акцент на нарушении прав ЛГБТ:

«Комитет обеспокоен актами насилия в отношении лесбиянок, гомосексуалов, бисексуалов и трансгендеров (ЛГБТ), включая сообщения о притеснениях со стороны милиции и инциденты, когда люди становились объектами нападений или убийств по причине их сексуальной ориентации. Комитет с обеспокоенностью отмечает систематическую дискриминацию в государстве-участнике в отношении индивидуумов по признаку их сексуальной ориентации, включая мотивированные ненавистью высказывания, проявления нетерпимости и предубеждения со стороны государственных должностных лиц, религиозных лидеров и средств массовой информации. Комитет также обеспокоен дискриминацией в области трудоустройства, здравоохранения, образования и в других областях, а также ограничением права на свободу собраний и ассоциации, и отмечает отсутствие законодательства, конкретно запрещающего дискриминацию по признаку сексуальной ориентации.»
24 декабря 2009 года «Российская ЛГБТ-сеть» выпустила пресс-релиз, в котором приветствовала заявление Патриарха Кирилла о недопустимости дискриминации людей в связи с их сексуальной ориентацией
В 2010 году «Российская ЛГБТ-сеть» были распущены отделения в Хабаровске и Красноярске, созданы отделение в Новосибирске, Свердловской области и республике Коми. Проведены ежегодные акции Неделя против гомофобии, День молчания, Радужный флешмоб, охватившие по сравнению с прошлым годом ещё большее число регионов. Создан общероссийский телефон доверия. ЛГБТ-сеть способствовала проведению второго Квир-фестиваля в Петербурге, Кинофестиваля «Бок о Бок» (в частности — в регионах).
13 февраля 2011 года состоялась встреча председателя Сети Игоря Кочеткова с Верховным комиссаром ООН по правам человека Наванетхем Пиллэй.
В 2017 году после публикации материала «Новой газеты» о преследовании геев в Чечне 1 апреля в организацию за помощью обратилось более 80 человек. «Российская ЛГБТ-сеть» вывезла за пределы Чечни более 40 человек нетрадиционной сексуальной ориентации, девять человек покинули территорию России.
В 2018 году «Российская ЛГБТ-сеть» сообщила, что в Чечне идет новая волна задержаний мужчин и женщин, связанных с их предполагаемой или реальной сексуальной ориентацией. По данным организации, с конца декабря 2018 года было задержано около 40 человек, по крайней мере два человека убиты.
В 2019 году «Российская ЛГБТ-сеть» сообщила о ситуации с уроженкой Чечни Аминат Лорсановой, которая обратилась с заявлением в Следственный комитет с просьбой возбудить уголовное дело в отношении своих родителей, а также человека, который «пытался изгнать из неё джинна», и врачей Клиники пограничных состояний имени Боева в Грозном. После того, как Аминат Лорсанова покинула Чечню, сотрудники организации в свою очередь помогли ей уехать из России.
В 2019 году «Российская ЛГБТ-сеть» при участии организации Солдатских матерей Санкт-Петербурга оказала психологическую помощь солдату, который совершил вынужденный каминг-аут в армии, как следствие, подвергся травле и был вовлечен в конфликт с командованием.
В 2019 году «Российская ЛГБТ-сеть» рассказала об угрозах жизни неназванному волонтеру, в квартиру которого в Санкт-Петербурге ворвались сразу семеро неизвестных, добиваясь от него информации о местонахождении жительницы Чечни и координатора программы экстренной помощи «Российской ЛГБТ-сети» Давида Истеева.

### Деятельность движения в 2020 году
В 2020 году «Российская ЛГБТ-сеть» приняла участие в подготовке альтернативного доклада о правах человека в России для Комитета по правам человека ООН. Доклад разбит на 11 разделов и освещает самые разные проблемы, с которыми сталкиваются россияне — от нарушений прав ЛГБТ на Северном Кавказе до домашнего насилия. В разработке принимало участие 12 общественных организаций, включая Московскую ЛГБТ-инициативную группу «Стимул» и Проект правовой помощи трансгендерным людям. Среди других авторов доклада — Правозащитный центр «Мемориал», проект «ОВД-Инфо», Комитет против пыток, Благотворительный фонд помощи осужденным и их семьям «Русь Сидящая», Информационно-аналитический центр «Сова» и другие.
В апреле 2020 года на фоне пандемии коронавируса «Российская ЛГБТ-сеть» увеличила время работы своего Телефона доверия, а руководительница психологической службы «Российской ЛГБТ-сети» Мария Сабунаева выступила с обращением в адрес ЛГБТ-активистов, предложив пути решения проблем, которые стоят перед ними на фоне пандемии нового коронавируса.
В мае 2020 года «Российская ЛГБТ-сеть» в сотрудничестве с адвокатом Михаилом Беньяшом начала расследовать обращение двоих мужчин, которые в разное время столкнулись с избиениями, угрозами, вымогательством и шантажом со стороны сотрудников краснодарской полиции. Оба мужчины обратились с жалобами в Следственный комитет, который отказал заявителям в возбуждении уголовных дел. По делу ведется проверка.
В июне 2020 года член Совета «Российской ЛГБТ-сети» Светлана Захарова разослала более 100 запросов о травле ЛГБТ-подростков Уполномоченным по правам ребёнка всех субъектов РФ. Никто из ответивших чиновников не указал ни на один известный им случай гомофобной травли.
В июне 2020 года «Российская ЛГБТ-сеть» выступила с заявлением, что у неё имеется информация о том, что на активиста Сергея из Хабаровска, которого признали виновным в «пропаганде нетрадиционных сексуальных отношений среди несовершеннолетних» было оказано давление, связанное с публичным освещением выдвинутых против него обвинений". Помимо этого, в организации отмечают, что новое дело «…почти полностью повторяет дело Юлии Цветковой. Активиста из Хабаровска сначала обвинили в распространении порнографии, а затем — в „пропаганде нетрадиционных сексуальных отношений среди несовершеннолетних“».
В июне 2020 года «Российская ЛГБТ-сеть» и ЛГБТ-группа «Выход» начали совместную работу по делу выкладывания в открытый доступ личных данных 23 ЛГБТ-активистов.
В июле 2020 года Совет «Российской ЛГБТ-сети» призвал гражданское общество России и все действующие ЛГБТ организации и инициативные группы объединиться и вместе противостоять законопроекту о запрете вступать в законный брак трансгендерным людям, а также о запрете однополым парам и гражданам, которые совершили трансгендерный переход, усыновлять детей.
В июле 2020 года «Российская ЛГБТ-сеть» и «Ресурсный центр для ЛГБТ» (Екатеринбург) объявили о проведении первого национального исследования о травле, с которой сталкиваются ЛГБТ-подростки в школах. Исследование пройдет в форме онлайн-опроса, участвовать в котором можно до конца августа. На основании полученных ответов будет подготовлен детальный отчет. Опрос предназначен для учеников старше 13 лет и является полностью анонимным.
В июле 2020 года «Российская ЛГБТ-сеть» после обращения за помощью от трансгендерного мужчины подала жалобу на бездействие полиции в одном из городов Курской области. По словам потерпевшего, полиция не проводила никаких следственных действий: не запросила записи камер видеонаблюдения и не опросила подозреваемых и свидетелей. Вместо этого полицейские сначала пытались передать дело в Следственный комитет, усмотрев в нём изнасилование, а затем и вовсе отказались возбуждать уголовное дело ссылаясь на то, что это побои.
В июле 2020 года «Российская ЛГБТ-сеть» выпустила анализ судебной практики, а также существующей статистики по приговорам в России с 2009 по 2020 годы по статье 242 УК РФ — незаконное распространение порнографии в отношении ЛГБТ-активистов.
«Российская ЛГБТ-сеть» и Транс* коалиция на постсоветском пространстве в начале августа подвели первые итоги проекта экстренной поддержки трансгендерных людей, оказавшихся в тяжелом положении из-за пандемии. За четыре месяца, начиная с апреля, в России помощь получили 44 трансгендерных человека, которые из-за пандемии или карантина оказались в сложной ситуации — остались без работы и заработка.
В августе 2020 года несколько российских ЛГБТ-организаций, а именно «Выход» (Санкт-Петербург), «Стимул» (Москва), Проект правовой помощи трансгендерным людям и «Российская ЛГБТ-сеть» направили коллективные обращения Комиссару по правам человека Совета Европы Дуне Миятович, Верховному комиссару по правам человека ООН Мишель Бачелет, а также спецдокладчикам ООН по СОГИ, по праву на неприкосновенность частной жизни и по вопросу о праве каждого человека на наивысший достижимый уровень физического и психического здоровья в связи с законопроектом об изменении статьи 14 Семейного кодекса. В сентябре 2020 года комитет по правам человека ООН подготовил ряд вопросов для Правительства России по ситуации с правами человека, в том числе по пыткам ЛГБТ и «убийствам чести» в Чечне.
В конце августа 2020 года «Российская ЛГБТ-cеть» расширила географию своей работы — теперь программа экстренной помощи действует в каждом федеральном округе России. «Мы координируем работу 8 команд быстрого реагирования, состоящих из юристов, психологов, социальных работников и волонтеров, которые придут на помощь жертвам преступлений или тем, кто оказался в острой кризисной ситуации…» — говорится в заявлении «…ЛГБТ-сети».
Третьего сентября 2020 года «Российская ЛГБТ-сеть» выпустила материал, посвященный женщинам, которые бежали из Чечни, и тому, как на самом деле живут женщины в Чеченской Республике.
В сентябре 2020 года «Российская ЛГБТ-сеть» подала заявление о похищении бисексуальной жительницы Грозного в Следственный комитет РФ.
В конце сентября 2020 года прокуратура Санкт-Петербурга подала в суд иск с требованием заблокировать сайт «Российской ЛГБТ-сети» из-за опроса о травле в школах, заявив в иске, что опрос «внедряет в сознание тех, кто в нём участвует, ЛГБТ-ценности как норму». Там также считают, что под видом исследования у подрастающего поколения «формируются ЛГБТ-ценности»
«Российская ЛГБТ-сеть» в октябре 2020 года выложила результаты проведенного опроса о травле в школах, в котором приняли участие 3920 человек. Авторы отмечают, что в России 27 % подростков сталкивались с травлей в школе, а около 70 % — в Интернете.
Совет «Российской ЛГБТ-сети» в октябре 2020 года выпустил заявление по поводу дела петербургского ЛГБТ-активиста и антифашиста Александра Меркулова с призывом направлять обращения в связи с делом Александра в прокуратуру Санкт-Петербурга.
«Российская ЛГБТ-сеть» в ноябре 2020 года вступилась за трансгендерного мужчину Назара Гулевича, который летом 2020 года был осужден за мошенничество на 4 года и 6 месяцев колонии. Юристы «…ЛГБТ-сети» считают, что приговор непропорционально суров, не говоря об опасности, которая грозит осужденному в колонии.
4 декабря 2020 года в Санкт-Петербурге прокуратура начала проверку деятельности благотворительного фонда «Сфера» — оператора «Российской ЛГБТ-сети».
«Российская ЛГБТ-сеть» на фоне отказа в жалобе ЛГБТ-активистам в требовании привлечь к ответственности организаторов гомофобной «игры» «Пила» выступила с заявлением с критикой в адрес ФСБ и с предположением того, что «….ФСБ систематически занимается выявлением „пропаганды нетрадиционных сексуальных отношений“ в Интернете (6.21 КоАП РФ)».

### Деятельность движения в 2021 году
В апреле 2021 года Российская ЛГБТ-сеть, «Стимул», «Выход», «Бок о Бок» и ещё 5 российских правозащитных ЛГБТ-проектов подписали коллективное открытое письмо генеральному директору Google. В обращении, созданном в форме петиции, изложено требование обозначить позицию корпорации по использованию патологизирующих терминов в отношении ЛГБТ-людей, а также внести изменения в скрипты сервиса Google Переводчик.
В апреле 2021 года Европейский центр конституционных прав и прав человека (ECCHR) и Российская ЛГБТ-сеть подали уголовный иск в немецкий суд против пяти сторонников главы Чечни Рамзана Кадырова. Авторы иска обвиняют пятерых кадыровских чиновников в преследовании, незаконных арестах, пытках, изнасилованиях и принуждении к убийству как минимум 150 людей по причине их сексуальной ориентации и гендерной идентичности.
Российская ЛГБТ-сеть в июне 2021 года объявила, что в ноябре 2021 года в России в седьмой раз пройдет Форум ЛГБТ-активисток и активистов.
18 июля 2021 года стало известно, что прокуратура Центрального района Санкт-Петербурга отозвала из Смольнинского районного суда иск о блокировке страницы «Российской ЛГБТ-сети» в сети «ВКонтакте».
В сентябре 2021 года представитель администрации Санкт-Петербурга отозвал ранее поданный иск о блокировке страницы «Российской ЛГБТ-сети» в сети Facebook.
15 сентября 2021 года более 150 НКО, включая «Российскую ЛГБТ-сеть», подписались под петицией с требованием об отмене закона об «иностранных агентах»
8 ноября 2021 года Минюст России внёс движение «Российская ЛГБТ-сеть» в список незарегистрированных общественных объединений — «иностранных агентов».

## Структура движения
Высшим руководящим органом движения является конференция движения, которая созывается не реже одного раза в три года. В период между конференциями постоянно действующим руководящим коллегиальным органом движения является совет движения, который возглавляет председатель или председательница. Совет и председатель или председательница избираются Конференцией.

### Региональные отделения
В состав «Российской ЛГБТ-сети» по состоянию на 2008 год входили следующие региональные отделения: Санкт-Петербург, Петрозаводск, Псков, Архангельск, Волгоград, Казань, Набережные Челны, Пермь, Тюмень, Омск, Томск, Кемерово, Красноярск, Хабаровск. На начало 2010 года были распущены отделения в Хабаровске и Красноярске, создано отделение в Новосибирске. Зимой 2010 года создано отделение в Свердловской области. 5 марта 2011 года было открыто отделение в Астрахани. В 2011 году было создано Самарское региональное отделение. Осенью 2012 года создано отделение в Краснодаре. На сегодняшний день[когда?] в составе «Российской ЛГБТ-сети» действует 12 региональных отделений.

### Коллективные участники
В состав «Российской ЛГБТ-сети» на 2015 год входят следующие «коллективные участники»:
1. «Аверс» (Самара/Тольятти)
2. «Гендер-Л» (Санкт-Петербург)
3. «Крылья» (Санкт-Петербург)
4. «Максимум» (Мурманская область)
5. «Радужный дом» (Тюмень)
6. «Ракурс» (Архангельская область)
7. «Реверс» (Краснодар/Ростов-на-Дону)
8. ЛГБТ-Служение «Nuntiare et Recreare» (Санкт-Петербург)
9. «StopHate» (Санкт-Петербург)
10. «Маяк» (Владивосток)